# Martin Scheible

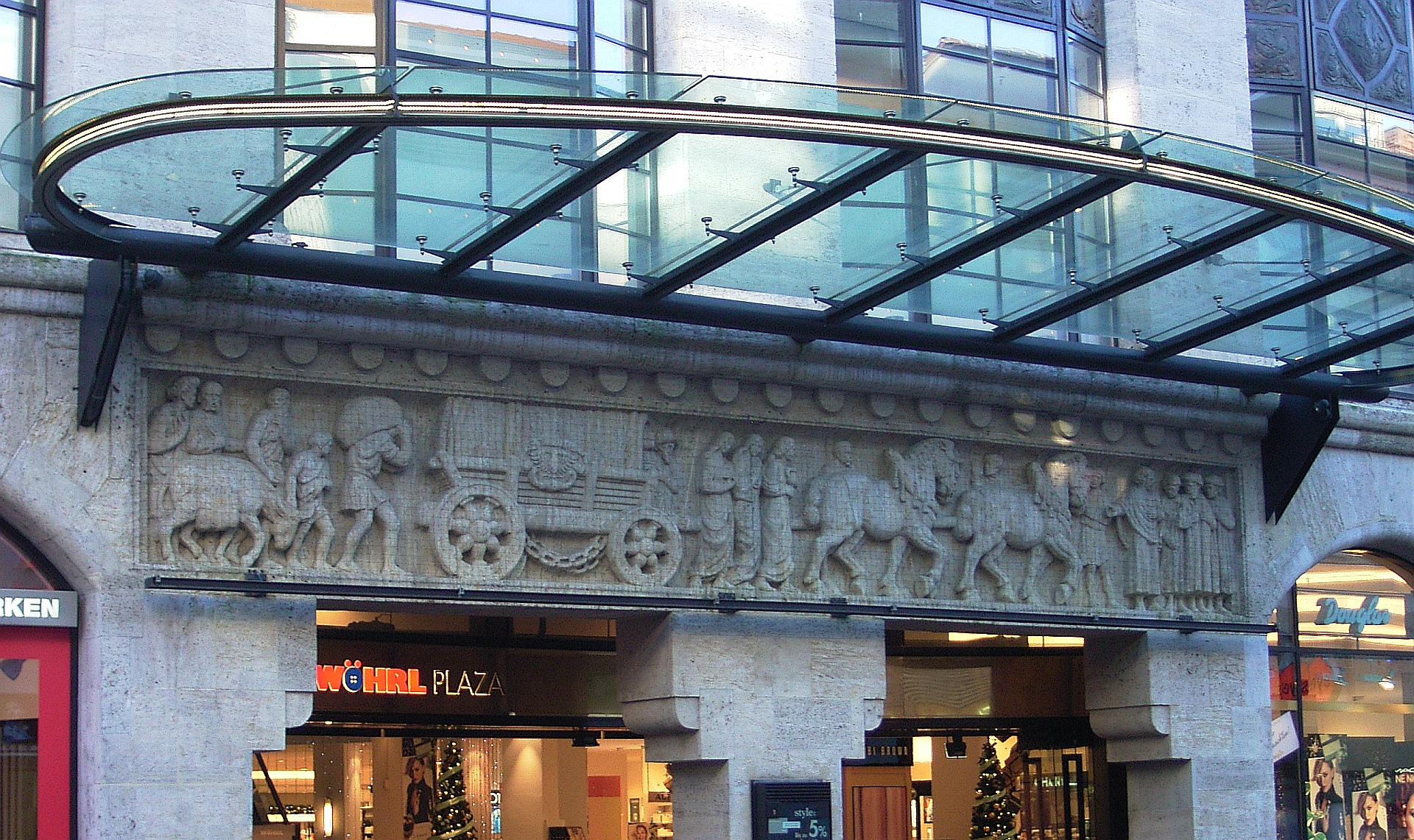
Relief Der Kaufmannswagen (1912) von Martin Scheible am Kaufhaus Wöhrl-Plaza in Ulm

Martin Scheible (* 10. März 1873 in Neu-Ulm; † 9. Juni 1954 in Ulm), auch Johann Martin Scheible (seltener), war ein deutscher Bildhauer und Holzschnitzer.

## Leben
Martin Scheible machte von 1886 bis 1889 eine Steinmetz-Ausbildung bei Gregor Heyberger, einem Professor an der städtischen gewerblichen Fortbildungsschule in Ulm. Er arbeitete anschließend von 1889 bis 1894 in München und Berlin (u. a. am Bau des Reichstagsgebäudes). Er absolvierte von 1894 bis 1896 den Militärdienst in München, arbeitete 1897 und 1898 in Münchner Werkstätten und studierte von 1898 bis 1900 an der Kunstakademie München bei Wilhelm von Rümann. Von 1901 bis 1907 betrieb er in München zusammen mit einem Studienkollegen ein Atelier für Bildhauerkunst. Dort beteiligte er sich 1905 und 1906 an den Jahresausstellungen der Münchner Sezession.
1905 heiratete er die Neu-Ulmer Metzgerstochter Emilie Bühler. 1909 zog er von München nach Ulm und eröffnete dort eine eigene Werkstatt für Bildhauerei und Grabmalkunst. Dort führte er erste öffentliche (1912 Figurenrelief am Ulmer Krankenhaus am Safranberg) und private (1912 Relief Der Kaufmannswagen über dem Eingangsportal des Kaufhauses Müller, heute Wöhrl-Plaza) Aufträge aus.
1919 war er Gründungsmitglied der Künstlergilde Ulm. Seine Grabmale und Kriegerdenkmale schufen ihm einen überregionalen Ruf. Zunehmend beschäftigte er sich auch mit sakraler Kunst, was dazu führte, dass er Kunstbeauftragter der Evangelischen Landeskirche in Württemberg wurde. Bedeutende Werke von ihm finden sich in Ulm (Ulmer Münster, Martin-Luther-Kirche, Christuskirche Ulm-Söflingen, Jakobuskirche Ulm-Grimmelfingen u. a.), in Stuttgart (Stiftskirche, Schlosskirche im Alten Schloss, ehemaliges Bischofshaus am Sitz des Evangelischen Oberkirchenrats, Brunnenfigur im Hof der Stuttgarter Paul-Gerhardt-Kirche, in der Reutlinger Marienkirche und Christuskirche sowie in Albstadt, Bernstadt, Blaubeuren, Dettingen unter Teck, Freudenstadt, Gammertingen (Mariaberg), Geislingen an der Steige, Gerlingen, Gönningen, Illertissen, Isny, Kusterdingen, Laupheim, Neu-Ulm (figürliche Steinplastik am Gebäude der Sparkasse), Pfahlheim und Truchtelfingen.

## Rezeption
Die von Scheible geschaffenen Krippenfiguren der Heiligen Drei Könige aus dem Morgenland wurden 2020 in der Weihnachtskrippe des Ulmer Münsters nicht mehr verwendet, da man an der „grandios hässlichen“, nach Stereotypen überzeichneten Figur des Melchior mit wulstigen Lippen, dickem Bauch und einem Goldreif am Fuß Anstoß nahm. Inzwischen befinden sich die Figuren im Museum Ulm.
Im November 2023 wurde Martin Scheible zu seinem 150. Geburtstag mit einer Werkschau von der Künstlergilde Ulm gewürdigt, in der auch seine Krippenfiguren in vollständiger Aufstellung zu sehen waren. 

## Werk
- 1923–1934: Weihnachtskrippe mit Figuren aus Holz im Auftrag der Ulmer Familie Mössner, 1992 der Ulmer Münster-Gemeinde überlassen und bis 2020 während der Weihnachtszeit auf dem Kreuzaltar hinter Glas ausgestellt
- 1928: künstlerische Ausstattung der Martin-Luther-Kirche in Ulm mit Kruzifix, Evangelistenfiguren (beides Vollplastiken aus Holz) und Kanzelverkleidung (geschnitzte Reliefs aus Holz) sowie großer Lutherbüste aus Beton
- 1937: Kanzel im Ulmer Münster
- 1939–1942: Innenausstattung der Evangelischen Kirche von (Albstadt-)Truchtelfingen
- 1940: Kruzifix in Holz in der Evangelischen Stadtkirche St. Peter und Paul in Blaubeuren
- 1943: Kruzifix in Holz in der Stiftskirche in Stuttgart
- 1943: „Samenhändlerdenkmal“ in Gönningen
- 1947: Kruzifix in Holz in der Schlosskirche des Alten Schlosses in Stuttgart
- 1948: Relief „Lasset die Kindlein zu mir kommen“ (Kindersegnung) in der evangelischen Jakobuskirche in Ulm-Grimmelfingen
- 1949: Kruzifix in der evangelischen Christuskirche in Ulm-Söflingen
- um 1950: Schlussstein über dem Choroktogon der Stuttgarter Stiftskirche (von zwei Engeln gehaltenes Kreuz als Bezug zur Stiftskirche als „Kirche zum Hl. Kreuz“)